# Tweede klasse 2013-2014
La Tweede klasse 2013-2014 è stata la 98ª edizione della seconda serie, sponsorizzato dalla Belgacom, del campionato di calcio belga disputata tra il 2 agosto 2013 e il 27 aprile 2014. Il Westerlo ha vinto il campionato ed è stato promosso in Division I 2014-2015.

Il Mouscron-Péruwelz è stato promosso in Division I 2014-2015 dopo aver vinto i play-off promozione-retrocessione contro l'Eupen, il Sint-Truiden e l'OH Leuven (vincente dello spareggio retrocessione di Division I 2013-2014.

Sono stati retrocessi in Derde klasse il Visé, ultimo classificato, e l'Hoogstraten, perdente i play-off retrocessione. Al Brussels è stata negata la licenza per la Tweede klasse, quindi è stato retrocesso in Derde klasse.

## Stagione

### Novità
Nella stagione precedente è stato promosso in Division I 2013-2014 l'Ostenda, primo classificato. Non c'è nessuna squadra proveniente dalla Division I 2012-2013, poiché il Beerschot è stato dichiarato fallito per bancarotta.

Sono stati retrocessi in Derde klasse 2013-2014 il Sint-Niklaas e l'Oudenaarde, ultimi due classificati nella Tweede klasse 2012-2013.

Sono stati promossi dalla Derde klasse 2012-2013 l'Hoogstraten, come primo classificato della Derde klasse A, il Virton, come primo classificato della Derde klasse B, e il Verbroedering Geel, dopo aver vinto i play-off promozione.

Nell'estate 2013 il White Star Woluwe ha cambiato nome in White Star Bruxelles.

### Formula
Il torneo è composto di 18 squadre. Ciascuna squadra affronta le altre due volte, una volta in casa e l'altra in trasferta, per un totale di 34 gare.

La squadra prima in classifica al termine del campionato viene promossa in Division I, mentre le ultime due classificate vengono retrocesse in Derde klasse.

Il campionato è diviso in tre periodi. Le prime 10 giornate formano il primo periodo, le giornate dalla 11 alla 22 formano il secondo periodo, le ultime 12 giornate formano il terzo periodo. Le squadre vincenti i tre periodi prendono parte ai play-off promozione, assieme alla squadra vincente dello spareggio retrocessione della Division I 2013-2014. La vincitrice dei play-off verrà promossa in Division I. Se una squadra vincitrice di periodo ha terminato il campionato al primo posto o se ha vinto più di un periodo, il suo posto nei play-off promozione verrà preso dalla squadra meglio classificata nella classifica finale. Se una squadra vincitrice di periodo ha terminato il campionato negli ultimi tre posti, non può partecipare ai play-off e il suo posto verrà preso dalla squadra meglio classificata al termine del torneo.

La squadra classificatasi al sedicesimo posto partecipa ai play-off per un solo posto in Tweede klasse assieme a 6 squadre della Derde klasse.

## Squadre partecipanti
| Club                 | Città                | Stadio                    | Stagione precedente        |
| -------------------- | -------------------- | ------------------------- | -------------------------- |
| Anversa              | Anversa              | Bosuilstadion             | 10º posto                  |
| Seraing United       | Boussu               | Stade Robert Urbain       | 5º posto                   |
| Brussels             | Sint-Jans-Molenbeek  | Edmond Machtens Stadium   | 15º posto                  |
| Dessel Sport         | Dessel               | Lorzestraat               | 12º posto                  |
| Eendracht Aalst      | Aalst                | Pierre Cornelisstadion    | 13º posto                  |
| Eupen                | Eupen                | Kehrweg Stadion           | 8º posto                   |
| Heist                | Heist-op-den-Berg    | Gemeentelijk Sportcentrum | 16º posto                  |
| Hoogstraten          | Hoogstraten          | Sportcomplex Seminarie    | 1º posto in Derde klasse A |
| Lommel Utd           | Lommel               | Soevereinstadion          | 6º posto                   |
| Mouscron-Péruwelz    | Mouscron             | Stadio Le Canonnier       | 2º posto                   |
| Roeselare            | Roeselare            | Schiervelde Stadion       | 11º posto                  |
| Sint-Truiden         | Sint-Truiden         | Stayen                    | 4º posto                   |
| Tubize-Braine        | Tubize               | Stade Leburton            | 9º posto                   |
| Verbroedering Geel   | Geel                 | De Leunen                 | 3º posto in Derde klasse A |
| Virton               | Virton               | Stade Yvan Georges        | 1º posto in Derde klasse B |
| Visé                 | Wezet                | Stade de la Cité de l'Oie | 14º posto                  |
| Westerlo             | Westerlo             | Het Kuipje                | 3º posto                   |
| White Star Bruxelles | Woluwe-Saint-Lambert | Stade Fallon              | 7º posto                   |

## Classifica finale
|  | Pos. | Squadra              | Pt | G  | V  | N  | P  | GF | GS | DR  |
|  | ---- | -------------------- | -- | -- | -- | -- | -- | -- | -- | --- |
|  | 1.   | Westerlo             | 78 | 34 | 24 | 6  | 4  | 68 | 23 | +45 |
|  | 2.   | Eupen                | 74 | 34 | 22 | 8  | 4  | 75 | 27 | +48 |
|  | 3.   | Sint-Truiden         | 67 | 34 | 20 | 7  | 7  | 51 | 31 | +20 |
|  | 4.   | Mouscron-Péruwelz    | 66 | 34 | 20 | 6  | 8  | 53 | 27 | +26 |
|  | 5.   | Lommel Utd           | 59 | 34 | 16 | 11 | 7  | 56 | 34 | +22 |
|  | 6.   | Tubize-Braine        | 54 | 34 | 15 | 9  | 10 | 59 | 45 | +14 |
|  | 7.   | Anversa              | 49 | 34 | 13 | 10 | 11 | 47 | 35 | +12 |
|  | 8.   | Brussels             | 45 | 34 | 12 | 9  | 13 | 38 | 42 | -4  |
|  | 9.   | Seraing United       | 45 | 34 | 12 | 9  | 13 | 45 | 51 | -6  |
|  | 10.  | Verbroedering Geel   | 43 | 34 | 11 | 10 | 13 | 45 | 49 | -4  |
|  | 11.  | Eendracht Aalst      | 42 | 34 | 11 | 9  | 14 | 37 | 48 | -11 |
|  | 12.  | White Star Bruxelles | 40 | 34 | 10 | 10 | 14 | 37 | 38 | -1  |
|  | 13.  | Virton               | 38 | 34 | 10 | 8  | 16 | 47 | 48 | -1  |
|  | 14.  | Roeselare            | 35 | 34 | 8  | 11 | 15 | 41 | 62 | -21 |
|  | 15.  | Dessel Sport         | 35 | 34 | 10 | 5  | 19 | 37 | 60 | -23 |
|  | 16.  | Heist                | 31 | 34 | 7  | 10 | 17 | 38 | 74 | -36 |
|  | 17.  | Hoogstraten          | 28 | 34 | 7  | 7  | 20 | 33 | 61 | -28 |
|  | 18.  | Visé                 | 13 | 34 | 2  | 7  | 25 | 26 | 77 | -51 |

Legenda:

      Ammessa alla Division I 2014-2015
 Qualificata ai play-off
      Retrocesse in Derde Klasse 2014-2015

Tre punti a vittoria, uno a pareggio, zero a sconfitta.
La classifica viene stilata secondo i seguenti criteri:
- Punti conquistati
- Partite vinte
- Differenza reti generale
- Reti totali realizzate
- Reti totali realizzate in trasferta
- Partite vinte in trasferta
- play-off

### Verdetti
- Westerlo promosso in Division I 2014-2015 come vincitore del campionato
- Mouscron Peruwelz promosso in Division I 2014-2015 come vincitore dei play-off promozione Division I
- Visé retrocesso in Derde klasse 2014-2015 come ultimo classificato del campionato
- Hoogstraten retrocesso in Derde klasse 2014-2015 come perdente dei play-off promozione Tweede klasse
- Brussels retrocesso in Derde klasse 2014-2015 perché non gli è stata concessa la licenza di Tweede klasse.

## Play-off Promozione
L'Eupen ha vinto il primo periodo. Il Westerlo ha vinto sia il secondo sia il terzo periodo, quindi i restanti due posti nei play-off promozione sono stati assegnati al Sint-Truiden e al Mouscron-Péruwelz, essendo le squadre meglio classificate al termine della stagione regolare.
Periodo 1
| Pos. | Squadra           | Pt | G  | V | N | P | GF | GS | DR  |                     |
| 1.   | Eupen             | 26 | 10 | 8 | 2 | 0 | 29 | 8  | +21 | play-off promozione |
| 2.   | Mouscron-Péruwelz | 25 | 10 | 8 | 1 | 1 | 22 | 7  | +15 |                     |
| 3.   | Westerlo          | 22 | 10 | 6 | 4 | 0 | 19 | 9  | +10 |                     |
| 4.   | Sint-Truiden      | 22 | 10 | 6 | 4 | 0 | 14 | 6  | +7  |                     |
| 5.   | Anversa           | 21 | 10 | 6 | 3 | 1 | 20 | 6  | +14 |                     |

Periodo 2
| Pos. | Squadra       | Pt | G  | V | N | P | GF | GS | DR  |                     |
| 1.   | Westerlo      | 25 | 12 | 8 | 1 | 3 | 22 | 11 | +11 | play-off promozione |
| 2.   | Tubize-Braine | 22 | 12 | 6 | 4 | 2 | 23 | 13 | +10 |                     |
| 3.   | Lommel Utd    | 21 | 12 | 6 | 3 | 3 | 20 | 11 | +9  |                     |
| 4.   | Eupen         | 20 | 12 | 5 | 5 | 2 | 19 | 14 | +5  |                     |
| 5.   | Sint-Truiden  | 19 | 12 | 6 | 1 | 5 | 14 | 13 | +1  |                     |

Periodo 3
| Pos. | Squadra           | Pt | G  | V  | N | P | GF | GS | DR  |                     |
| 1.   | Westerlo          | 31 | 12 | 10 | 1 | 1 | 26 | 3  | +23 | play-off promozione |
| 2.   | Lommel Utd        | 29 | 12 | 9  | 2 | 1 | 27 | 11 | +16 |                     |
| 3.   | Eupen             | 28 | 12 | 9  | 1 | 2 | 27 | 5  | +22 |                     |
| 4.   | Sint-Truiden      | 26 | 12 | 8  | 2 | 2 | 19 | 8  | +11 |                     |
| 5.   | Mouscron-Péruwelz | 23 | 12 | 7  | 2 | 3 | 18 | 11 | +7  |                     |

Play-off

Si sono qualificati l'Eupen, come vincitore del primo periodo, il Sint-Truiden e il Mouscron-Péruwelz, come migliori classificate in Tweede klasse 2013-2014, l'OH Leuven, come vincitore degli spareggi retrocessione della Division I 2013-2014.
|  | Pos. | Squadra           | Pt | G | V | N | P | GF | GS | DR |                                       |
|  | 1.   | Mouscron-Péruwelz | 11 | 6 | 3 | 2 | 1 | 8  | 6  | +2 | ammesso in Division I 2014-2015       |
|  | 2.   | Eupen             | 8  | 6 | 2 | 2 | 2 | 9  | 11 | -2 |                                       |
|  | 3.   | Sint-Truiden      | 7  | 6 | 2 | 1 | 3 | 10 | 11 | -1 |                                       |
|  | 4.   | OH Lovanio        | 7  | 6 | 2 | 1 | 3 | 6  | 5  | +1 | retrocesso in Tweede klasse 2014-2015 |

## Statistiche

### Classifica marcatori
SoccerWay
| Gol |  |  | Giocatore          | Squadra            |
| --- |  |  | ------------------ | ------------------ |
| 19  |  |  | Koffi              | Westerlo           |
| 18  |  |  | Michael Lallemand  | Eupen              |
| 16  |  |  | Nils Schouterden   | Eupen              |
| 14  |  |  | Sherjill MacDonald | Westerlo           |
| 13  |  |  | Romero Regales     | Lommel             |
| 12  |  |  | Jason Adesanya     | Verbroedering Geel |
| 12  |  |  | Emrullah Güvenç    | Anversa            |
| 12  |  |  | Bart Webers        | Heist              |
| 12  |  |  | Florian Taulemesse | Eupen              |